# Ministre de l'Égalité (Écosse)
 (février 2016).
Si vous disposez d'ouvrages ou d'articles de référence ou si vous connaissez des sites web de qualité traitant du thème abordé ici, merci de compléter l'article en donnant les références utiles à sa vérifiabilité et en les liant à la section « Notes et références ».
La liste des ministres écossais de l’Égalité présente les ministres successifs des gouvernements écossais chargés de ce secteur.

## Liste des ministres
| Nom                                                                                     | Nom                                                                                     | Gouvernement                                                                            | Début du mandat                                                                         | Fin du mandat                                                                           |
| Ministre des Jeux du Commonwealth, des Sports, de l'Égalité et des Droits des retraités | Ministre des Jeux du Commonwealth, des Sports, de l'Égalité et des Droits des retraités | Ministre des Jeux du Commonwealth, des Sports, de l'Égalité et des Droits des retraités | Ministre des Jeux du Commonwealth, des Sports, de l'Égalité et des Droits des retraités | Ministre des Jeux du Commonwealth, des Sports, de l'Égalité et des Droits des retraités |
| --------------------------------------------------------------------------------------- | --------------------------------------------------------------------------------------- | --------------------------------------------------------------------------------------- | --------------------------------------------------------------------------------------- | --------------------------------------------------------------------------------------- |
|                                                                                         | Shona Robison                                                                           | Salmond II                                                                              | 22 avril 2014                                                                           | 19 novembre 2014                                                                        |